# Montebelluna
Montebelluna (Montebełuna in veneto) è un comune italiano di 31 270 abitanti della provincia di Treviso in Veneto.

## Geografia fisica

### Territorio
Il territorio di Montebelluna è in gran parte pianeggiante, con altitudini che variano dai 69 m s.l.m., riscontrabili a sud di San Gaetano, ai 144 m, a nord di Pederiva. Il paesaggio si caratterizza poi per la presenza di due colline, comprendendo l'estremità occidentale del Montello (dove si ravvisa l'altitudine massima, 343 m) e il più modesto Capo di Monte (o Montebelluna Alta, o ancora collina di Mercato Vecchio, 199 m). Tra i due rilievi passa un corridoio naturale (lungo il quale transita la Feltrina), un tempo l'alveo originale del Piave.
La zona è naturalmente povera di corsi d'acqua ma l'approvvigionamento idrico è assicurato, sin dai tempi antichi, da un sistema di canali artificiali derivanti dal Piave. Si tratta in particolare del Canale del Bosco e del Canale di Caerano, diramazioni della Brentella di Pederobba.

### Clima
Il clima presenta estati calde, sovente con forti temporali e possibili grandinate. In base alla media di riferimento (1961-1990), la temperatura passa dal valore minimo di circa 0 °C di gennaio-febbraio al valore massimo medio di 29 °C di luglio-agosto. La temperatura media del mese più freddo, gennaio, si attesta a 3,1 °C, quella del mese più caldo, luglio, è di 23,0 °C Saltuariamente possono verificarsi nevicate ma di scarsa entità.

## Origini del nome
Il toponimo è chiaramente un composto. Monte- indicherebbe la collina di Mercato Vecchio, ai piedi della quale è sorto l'abitato. Più discussa l'origine di -belluna: potrebbe essere in relazione al culto della dea Bellona; o, posticipandone l'origine, si richiamerebbe alla città di Belluno che, nel X secolo, aveva espanso la propria giurisdizione fin oltre il Piave grazie alle conquiste del vescovo Giovanni.
 I primi riscontri del toponimo si hanno nell'anno 1000 de Musano usque in capite montis Belluni, nel 1239 Montis Bellunensis Castrum, nel 1245 Castrum Montisbellune e nel 1251 Montebelluna.

## Storia

### Età protostorica e romana
Le prime tracce di attività umana risalgono all'età della pietra e del bronzo (Paleolitico medio). La nascita di un vero insediamento si ha però verso il IX secolo a.C. Il suo sviluppo fu favorito dalla strategica posizione geografica all'imboccatura della valle del Piave, collegamento tra la pianura e l'area prealpina. Con il tempo diventerà il più importante centro del Veneto preromano. Tali informazioni ci sono date dai numerosi rinvenimenti di aree cimiteriali presso le località di Santa Maria in Colle e Posmon. L'area continua ad essere abitata durante il periodo romano (dalla romanizzazione del Veneto tra il II-I secolo a.C. fino al II secolo d.C.). Montebelluna entrerà a fare parte della centuriazione del municipio romano Acelum (Asolo). Non è ancora accertata come ipotesi, tanto meno quella che Montebelluna fosse un centro residenziale (presso Santa Maria in Colle) o un castra romano a difesa dei reticolati di Asolo e Treviso.

### L'età medievale
L'esistenza documentaria della pieve di Montebelluna coincide con l'esistenza, abbondantemente documentata a partire dal 1100, del castello medioevale, attraverso la concessione imperiale di Ottone III a Rambaldo II, conte di Treviso e poi divenuto feudo vescovile allorché, nel 1047 e nel 1065, Enrico III e Enrico IV lo confermeranno rispettivamente ai vescovi Rotario e Volframmo.
Del castello, un presidio, affidato, come prescrivevano gli Statuti cittadini, a due capitani in carica per sei mesi e adeguatamente stipendiati, e a sei custodi equipaggiati e armati, sul finire del Cinquecento, rimaneva solo la celebre descrizione del Bonifacio:
(G. Bonifacio, Istoria di Trevigi, p. 187.)

### Il Rinascimento
La difesa in ogni caso continuò e produsse un'infinità di contenziosi con Treviso che prendevano la strada delle magistrature venete. Venezia sanzionava la tradizione dell'esenzione, anche e soprattutto per motivi politici (la fedeltà dei fedelissimi rustici contava molto di più degli infidi ceti urbani). E poi non si trattava solo di principi e tradizioni. Va infatti ribadito che gestire lo spazio esente del mercato sul colle assicurava alte rendite alla comunità e sicuro prestigio agli amministratori. Per governare la Fabrica bisognava essere eletti e quindi anche tale funzione amministrativa rientrava nell'alveo, sia pur discutibile, della cosiddetta democrazia diretta delle comunità rurali. Ma, contrariamente ad altre cariche locali come quella di mariga (sorta di sindaco eletto a rotazione tra i capi di casa dei rispettivi communi) governare la Fabrica era ambìto, talmente ambìto da spingere all'uso di clientele diffuse e determinate dalla rete dei rapporti di dipendenza economica. I contadini ricchi erano quasi sempre grossi prestatori di denaro e sostanzialmente degli usurai. I più arrembanti (i Dalla Riva, i Vendramini, i de Bettini, i Pellizzari) riuscivano a legare a sé decine di famiglie sui cui membri indebitati essi stendevano protezioni e procure, riscatti e ipoteche, un ombrello a larghe tese persino morali (padrini, tutele), sino all'inevitabile e legittima acquisizione dei patrimoni vincolati. I protagonisti di queste ascese patrimoniali erano, di fatto, gli amministratori della fabbriceria, una decina di persone fra loro legate da interessi economici e politici, un'alleanza sanzionata e rafforzata, non a caso, dalle strategie matrimoniali.

### Il Novecento
Come detto, la posizione di centralità dell'area nella circolazione dei beni e delle persone continuò e si rafforzò nel passaggio al comune moderno di età napoleonica e austriaca. Tale ormai consolidata vocazione sarà all'origine delle prime forme di manifattura e di commercializzazione della calzatura, attività che, seppur presente sin dal Medioevo, si afferma in modo deciso solo nella seconda metà dell'Ottocento (dai dieci calzolai del 1808 si passa ai 36 degli anni trenta, ai 55 del 1873 per arrivare ai 200 di inizio Novecento).
Lo spostamento in piano del mercato (1872) e la conseguente nascita del centro urbano segnano il passaggio alla modernità, dando alla cittadina i suoi tratti ancora riconoscibili (le grandi piazze, gli edifici). Montebelluna conta allora 7 100 abitanti che, nel 1885, saliranno a 9 008 per superare i 10 000 nei primi anni del '900. Sempre negli anni sessanta dell'800 gli alunni iscritti all'insegnamento elementare erano 150 e saliranno a 900 all'inizio del secolo.

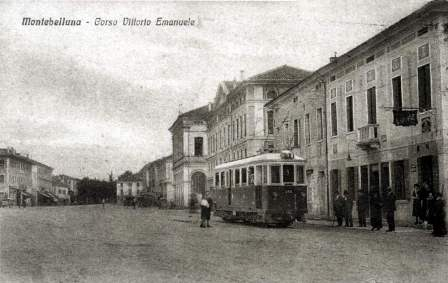
Il centro di Montebelluna negli anni Trenta

Nonostante l'alto tasso di emigrazione, fenomeno diffuso in tutto il Veneto, è in questo periodo, tra la seconda metà del XIX secolo e i primi decenni del '900, che la città vive la sua fase più intensa di sviluppo, anche grazie all'arrivo della ferrovia (la tratta Treviso-Montebelluna viene inaugurata il primo aprile 1884). Rimane da ricordare la delibera del 1886 per la presa stabile del canale irriguo Brentella (l'opera verrà però realizzata solo nel 1929), la linea ferroviaria Padova-Montebelluna del 22 luglio 1886 e nel novembre dello stesso anno la Treviso-Belluno, l'elettrificazione del 1903, l'acquedotto di San Giacomo di Fener nel 1901, i lavori pubblici (costruzione delle carceri nel 1884), la decisa e imponente sistemazione della viabilità, l'istituzione della banca popolare (1877), la ragguardevole espansione edilizia e l'inizio dei lavori per la tratta ferroviaria Montebelluna-Susegana nonché l'elaborazione del progetto che porterà, ben dentro al ‘900, della tramvia elettrica.
All'inizio del secolo si insediano le prime aziende industriali di media portata e già nel 1904 il distretto di Montebelluna occupava il quarto posto in Provincia per potenza installata. La rapidità dello sviluppo è peraltro confermata dal fatto che, ancora nel 1885, l'unica attività non agricola di una certa rilevanza erano le sette filande di bozzoli che davano lavoro a 140 donne.
L'industrializzazione dei primi del '900 annovera così la Filatura Cotonifici Trevigiani, il Cascamificio Bas (poi Filatura del Piave), gli stabilimenti in via Piave per la produzione dei perfosfati, solfati di rame e acido solforico, le manifatture tessili di Biadene e Pederiva, l'industria alimentare (i pastifici di Biadene, il molino "Cerere") e si allarga progressivamente alla lavorazione del legno e soprattutto allo sviluppo del settore calzaturiero, che diverrà nel corso del secolo il motore dello sviluppo industriale locale.
Alla crescita economica si accompagnarono le prime forme associazionistiche: in particolare la Società popolare di mutuo soccorso, fondata nel 1870 da una classe dirigente illuminata e responsabile. Dalle iniziali e consuete finalità di assistenza a operai e artigiani, la Società operaia si trasformò progressivamente in un volano di civiltà e di iniziativa culturale. Nel suo ambito si promosse l'iscrizione dei soci alla cassa nazionale della previdenza sociale, l'istituzione nel 1901 di una scuola di disegno applicato alle arti e ai mestieri, la promozione della biblioteca circolante "Antonio Fogazzaro" nel 1911, la scuola tecnica nel 1920. In questo contesto va sicuramente ricordata la costituzione, nel 1897, della Società per la costruzione e la gestione di un teatro sociale.
Un paese vitale dunque, come testimonia, almeno in parte, il noto resoconto economico-morale del 1909 nel quale vengono riportate con enfasi le conseguenze dei primi insediamenti industriali e il continuo sviluppo commerciale della città imperniato sul volano mercantile.
Nel 1928 un regio decreto declassò il comune di Caerano San Marco a frazione di Montebelluna.
Nel 1946 fu ristabilita la situazione precedente.
Dal 1987 fa parte dei "100 Comuni della Piccola Grande Italia".

### Simboli
Lo stemma è stato riconosciuto con D.P.C.M. del 29 ottobre 1952.
Il gonfalone, concesso con D.P.R. dell'11 marzo 1953, è un drappo di azzurro.

## Monumenti e luoghi d'interesse

### Architetture religiose

#### Duomo dell'Immacolata Concezione

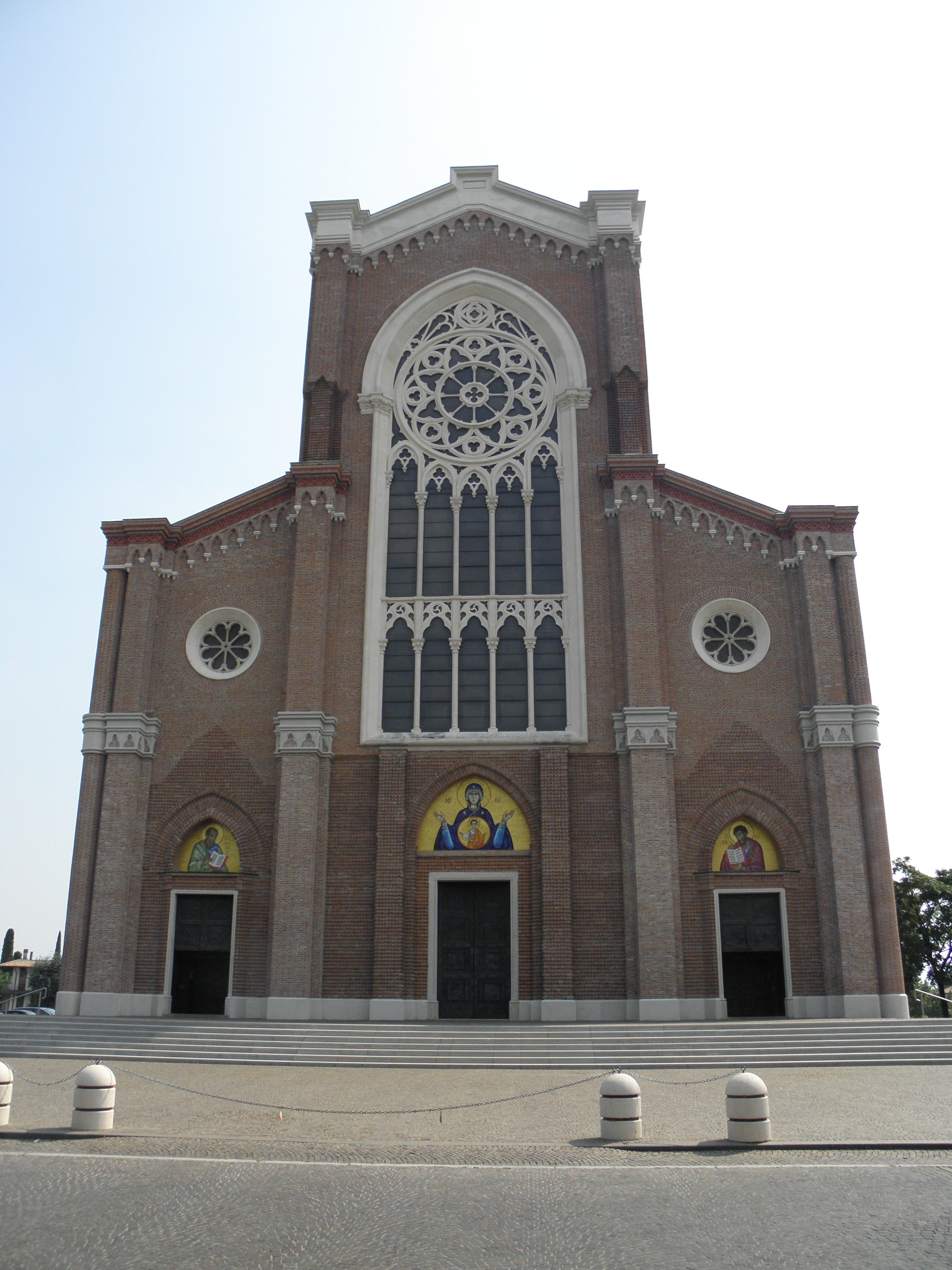
Il Duomo dell'Immacolata Concezione

La chiesa collegiata prepositurale di Montebelluna, dedicata all'Immacolata e più nota semplicemente come duomo di Montebelluna, è il principale edificio religioso della città, nonché sede del vicariato omonimo della Diocesi di Treviso. La chiesa dedicata all'Immacolata si presenta come un grandioso edificio costruito in stile neogotico a partire dal 1908, è stato progettato dall'ingegnere montebellunese Guido Dall'Armi per volere del prevosto mons. Giuseppe Furlan.

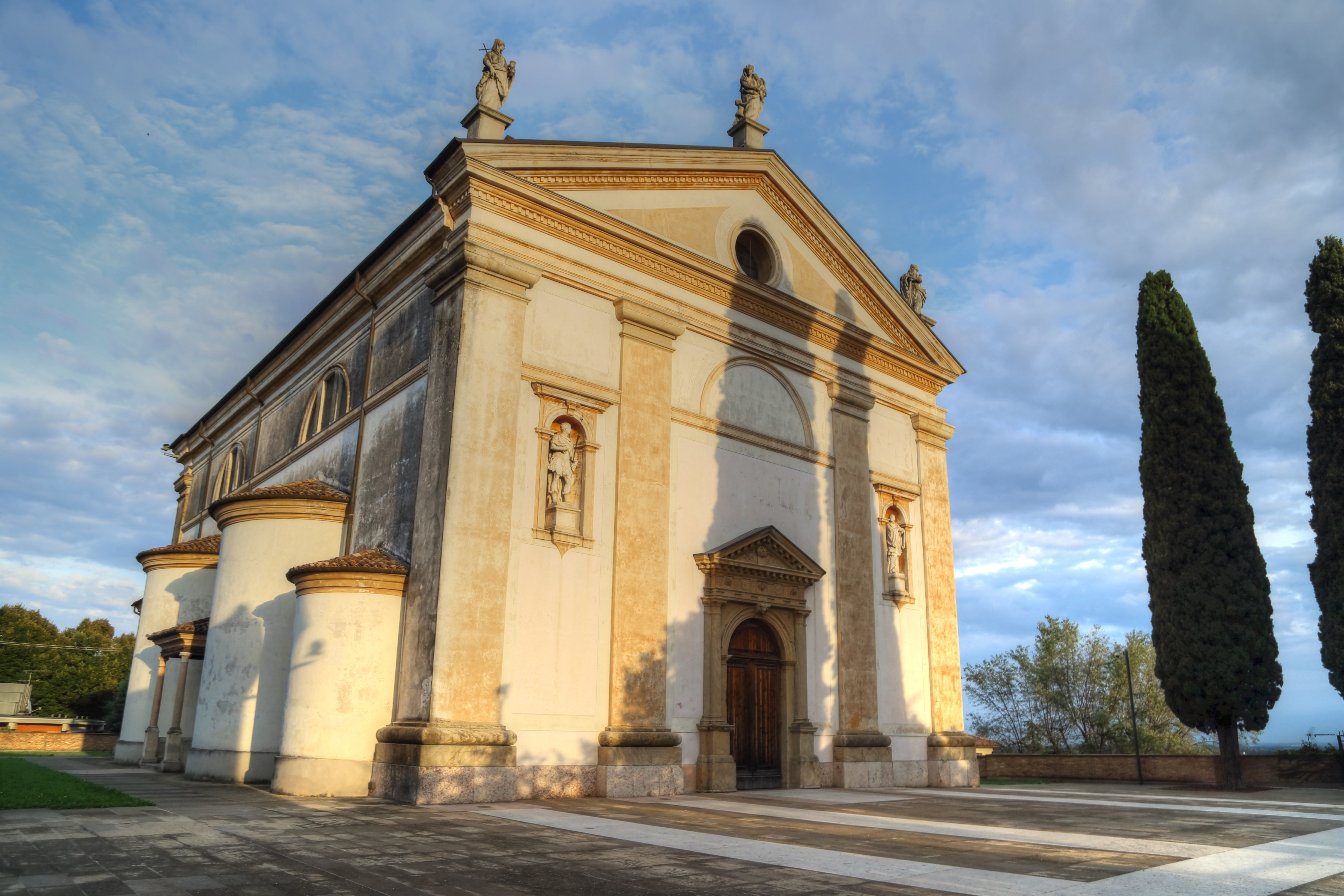
Chiesa di Santa Maria in Colle

#### Chiesa di Santa Maria in Colle
Antica chiesa prepositurale, riedificata nel 1609 e completata a metà Settecento da Giorgio Massari, spoglia degli altari barocchi trasportati nel nuovo duomo, conserva il grande soffitto La Gloria del Paradiso di Francesco Fontebasso, alcuni altari del XVII secolo, un coro ligneo della fine del Seicento opera di Francesco Comin e Paolo Della Mistra e l'organo doppio progettato da Gaetano Callido.

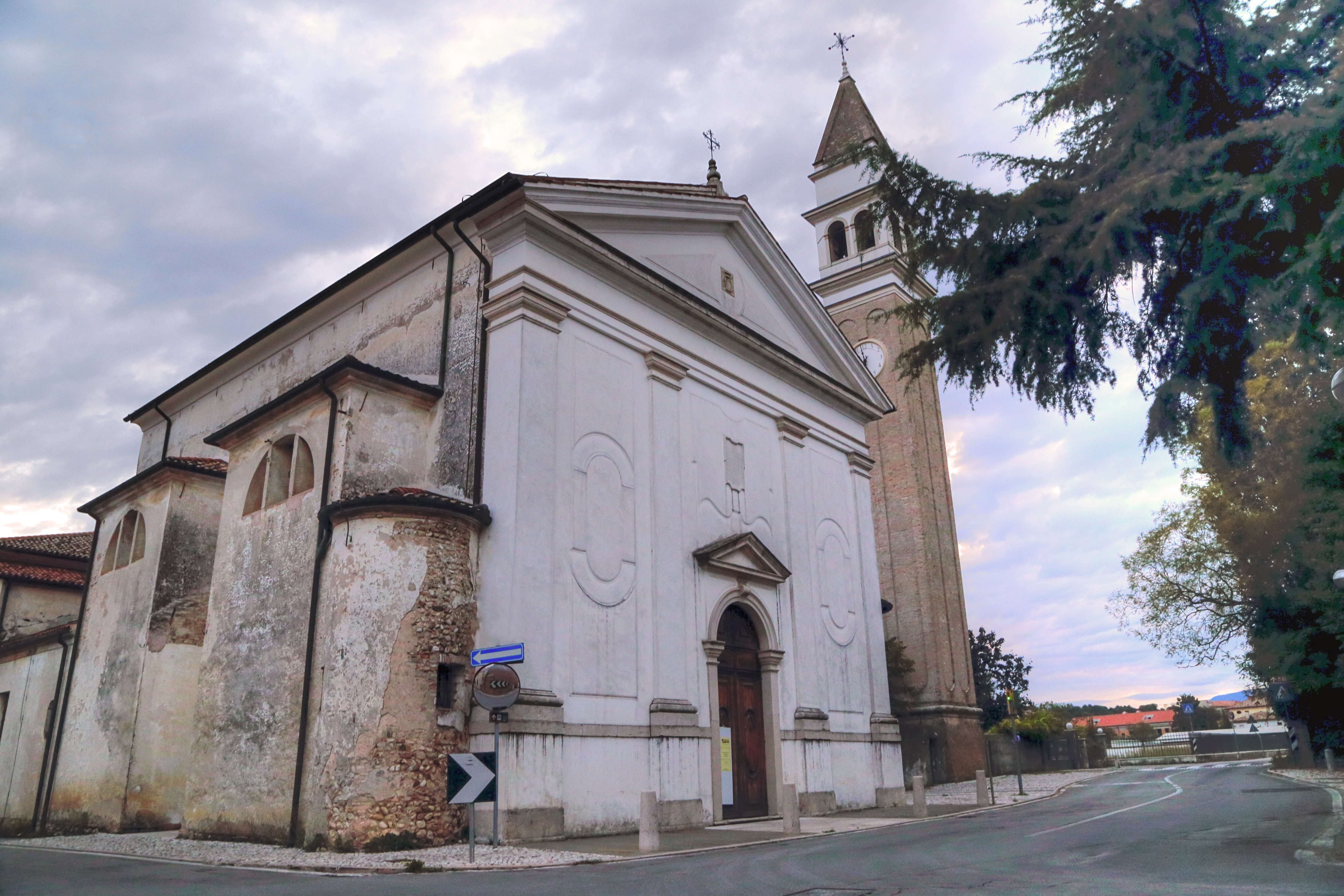
La Chiesa dei Santi Lucia e Vittore, a Biadene

#### Chiesa dei Santi Lucia e Vittore
Edificio settecentesco di Biadene, costruito dai Pisani e donato alla comunità. Al suo interno è presente il primo affresco del pittore Gian Battista Tiepolo (datato circa tra 1716 e 1719), raffigurante l'incoronazione della Vergine e la gloria dei Santi Lucia e Vittore. Il suo antico patrimonio artistico è stato trasferito nella parrocchiale novecentesca.

### Architetture civili

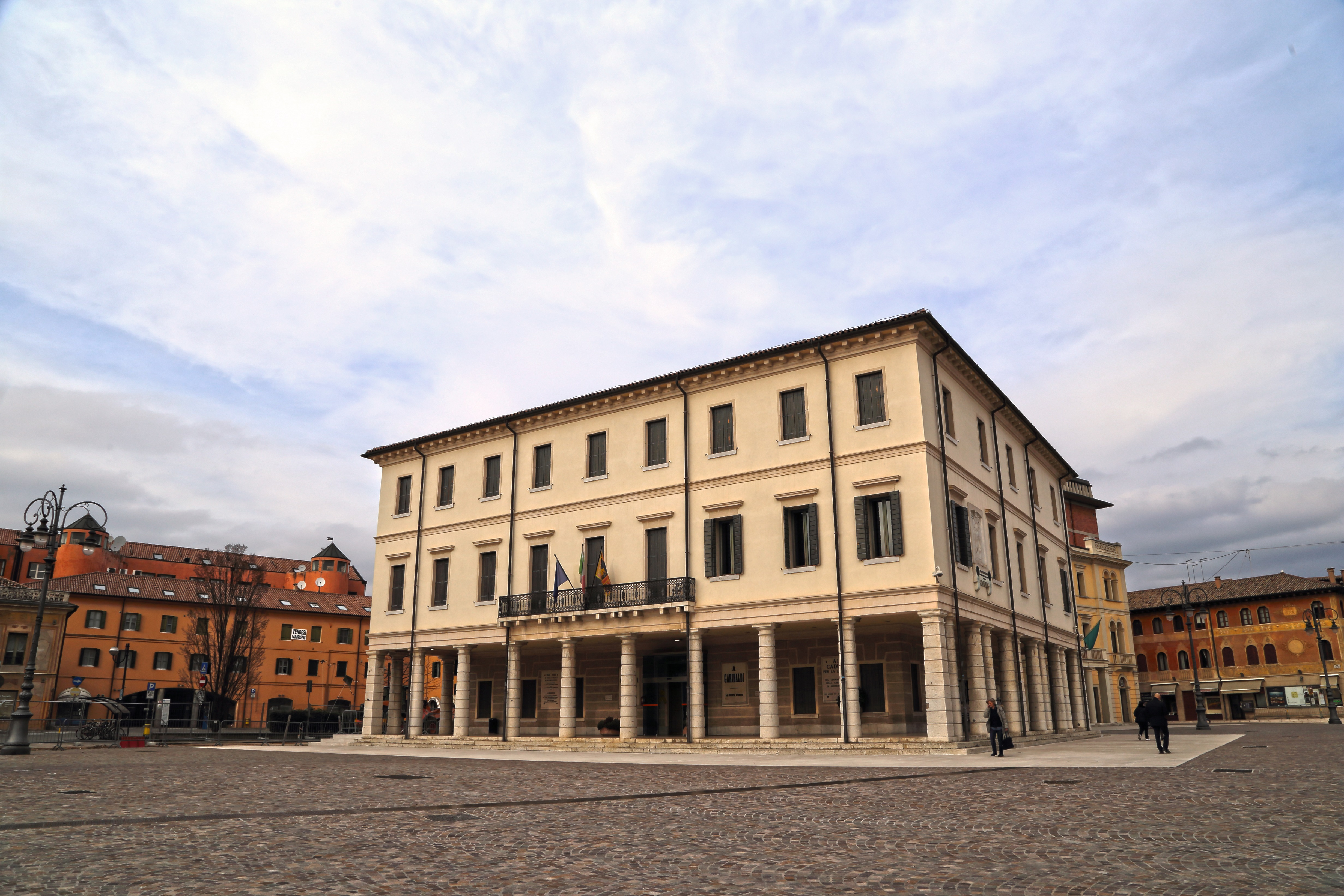
Palazzo Municipale

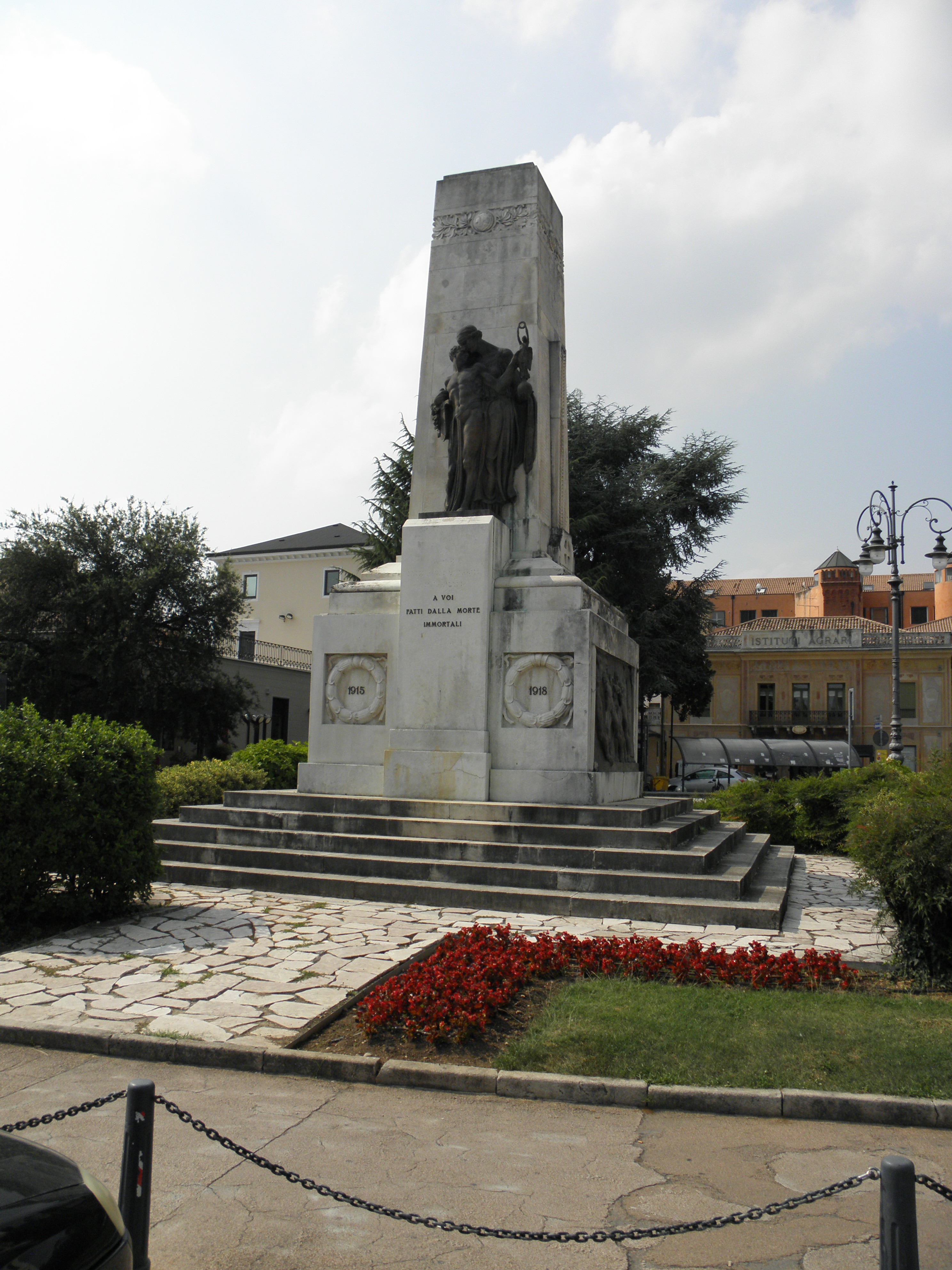
Monumento ai Caduti delle guerre

- Palazzo Municipale –Ampliamento di antico edificio rurale di metà Ottocento su progetto di Giuseppe Legrenzi senior.
- Loggia dei Grani – Saggio architettonico di Giobatta Dall'Armi e perno del sistema di piazze progettato in occasione del trasporto dell'antico mercato.[13]
- Palazzi cittadini. Si tratta di una serie di edifici ottocenteschi di nobile e dignitosa fattura costruiti negli anni immediatamente successivi alla nascita del nuovo centro urbano (1872). Da ricordare almeno palazzo Bolzon, Morassutti, Sarri Dall'Armi e Polin.
- Biblioteca comunale - Un grande edificio di mattoni a vista, progettato dall'architetto Toni Follina per accogliere, dal 2002, la Biblioteca comunale di Montebelluna. Si caratterizza per le luminose strutture in vetro e acciaio e per le forti geometrie ingentilite lungo il perimetro dal verde e dall'acqua.

#### Ville venete
A Posmon (considerando anche l'antico colmello di Visnà) il quattrocentesco insediamento residenziale favorito dal passaggio del Brentella ha prodotto un proliferare di dimore signorili, a partire dalle antiche proprietà dei Pola (con il barco quattrocentesco dei paladini), dei Contarini (con le importantissime vedute di San Marco e Piazza dei Signori a Treviso di primo Cinquecento), e dei Cicogna.
Anche nel territorio del Montello, come in tutta la provincia di Treviso, sono presenti delle ville venete, per dimensioni e qualità urbana e architettonica vanno ricordate Villa Mora Morassutti, Villa Giustinian Rinaldi, Villa Correr-Pisani (Biadene) e Villa Burchielati Zuccareda Binetti.

## Società

### Evoluzione demografica
Abitanti censiti

Dagli anni 70 ad oggi la popolazione è aumentata di quasi 10mila unità. Se si considerano i tanti lavoratori domiciliati la popolazione presumibilmente potrebbe tranquillamente toccare cifre decisamente più alte. Rimane il fatto che buona parte delle abitazioni presenti Montebelluna furono erette prima o durante gli anni 70, elemento questo che oggi rende quasi impossibile trovare un'abitazione in affitto, poiché se è aumentata la popolazione, il numero delle case è rimasto pressoché lo stesso. La scarsità di abitazioni ha favorito anche il dilagare di comportamenti tendenti alla speculazione immobiliare.

### Stranieri
Al 31 dicembre 2023 gli stranieri residenti nel comune erano 3 802, ovvero il 12,1% della popolazione. Di seguito sono riportati i gruppi più consistenti:
1. Cina 1 181
2. Romania 595
3. Marocco 371
4. Albania 342
5. Ucraina 244
6. Kosovo 164
7. Macedonia del Nord 134
8. Nigeria 99
9. Moldova 88
10. Repubblica Dominicana 61

### Tradizioni e folclore
Dal 1990 si svolge nel comune il Palio del vecchio mercato. La prima domenica di settembre le contrade di Montebelluna (Biadene, Busta, Caonada, Centro, Contea, Guarda, Mercato Vecchio, Pederiva, Posmon, San Gaetano e Sant'Andrea) si sfidano in una gara a squadre tirando un carro agricolo carico di prodotti tipici, lungo il percorso che dal Municipio porta a Mercato Vecchio (quasi due chilometri in salita): è la strada che un tempo i mercanti dovevano faticosamente percorrere per arrivare a vendere la loro merce al mercato che si teneva nella località. Dal 2000 è stato istituito l'Europalio, manifestazione interna a quella del Palio in cui gareggiano le città gemellate con Montebelluna contro una squadra di montebellunesi.

## Cultura

### Istruzione

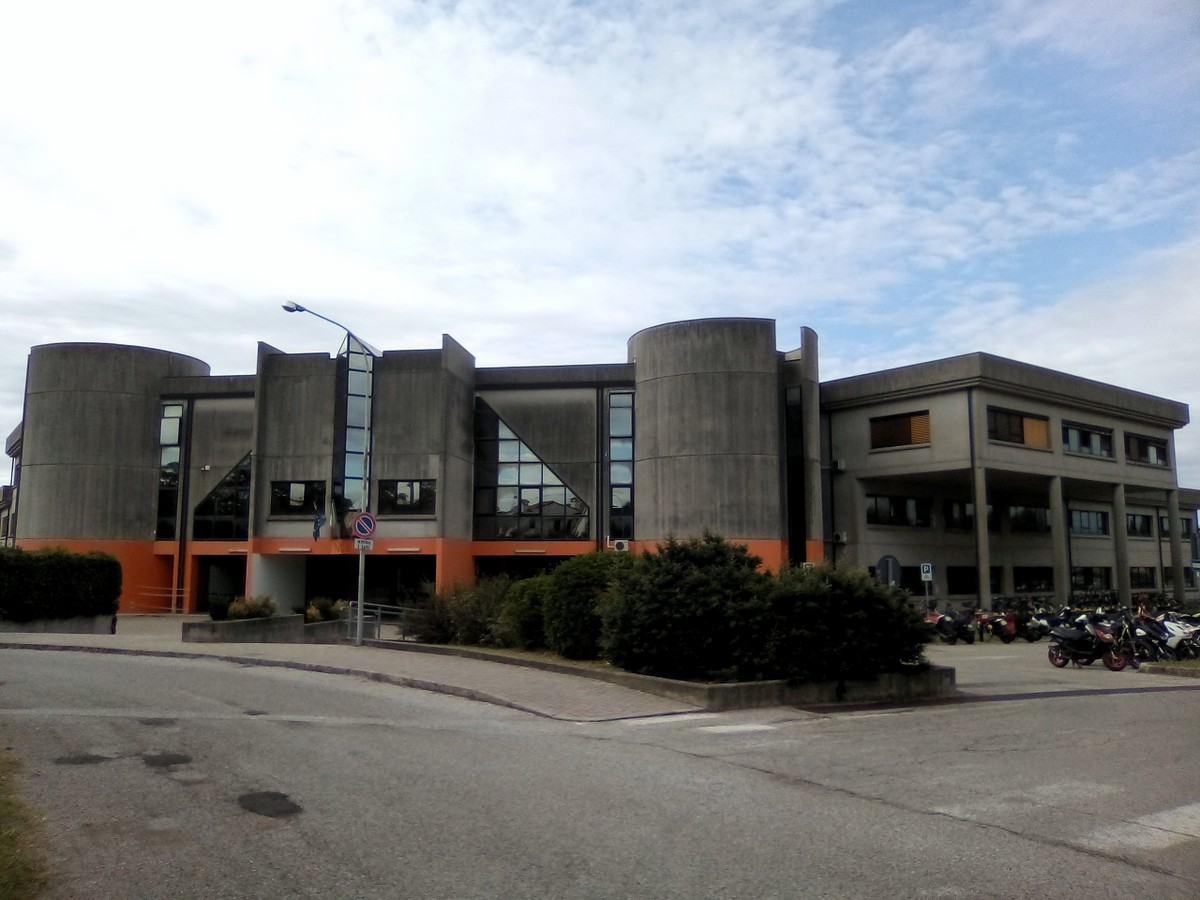
IIS Einaudi Scarpa

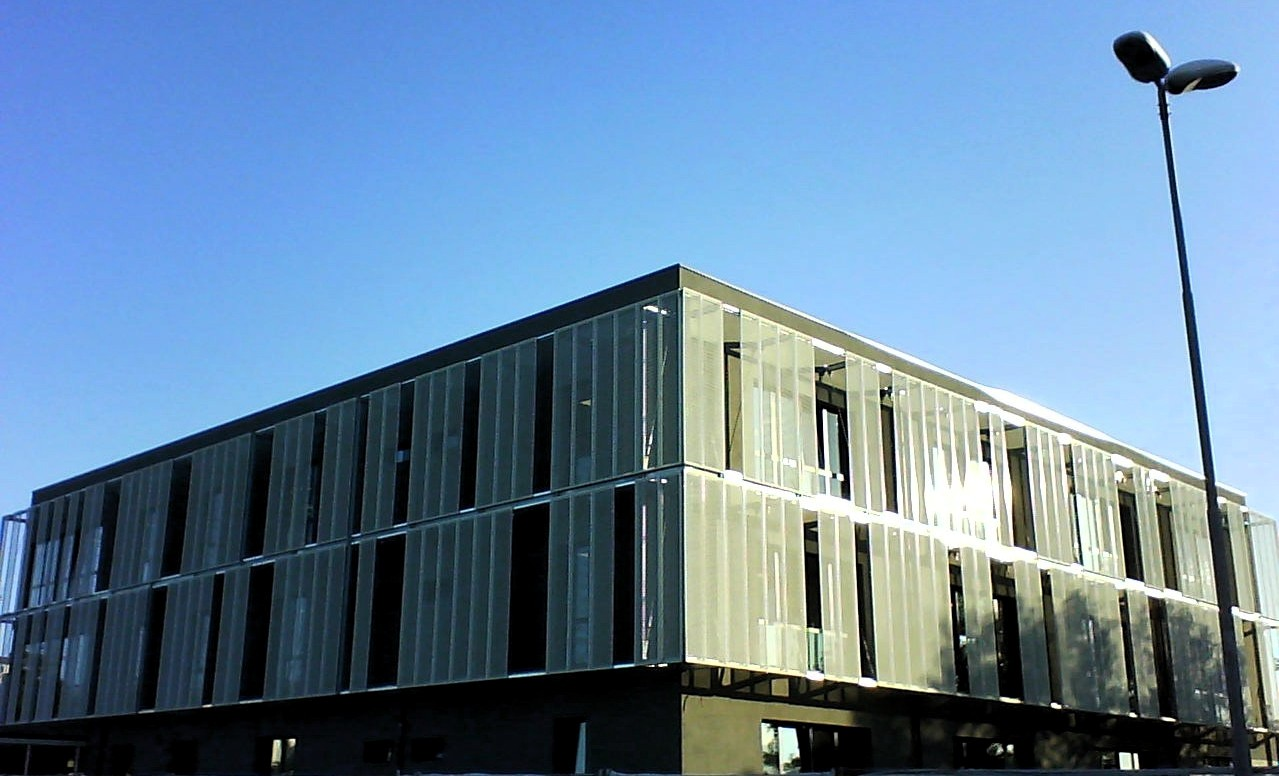
Sede indirizzo professionale IIS Einaudi Scarpa

Nel comune sono presenti numerose istituzioni prescolastiche, scolastiche primarie e secondarie di primo grado. Le scuole secondarie di secondo grado di una certa rilevanza per la città sono l'Istituto Istruzione Superiore (ex liceo ginnasio e scientifico) "Primo Levi", il liceo statale "Angela Veronese" con i quattro indirizzi che lo caratterizzano: scienze umane, linguistico, economico-sociale ed artistico, l'Istituto Istruzione Superiore Einaudi-Scarpa, che ospita gli indirizzi: tecnologico, economico e professionale.
L’Istituto Agrario di Castelfranco Veneto (I.S.I.S.S. "D. Sartor") dagli anni novanta gestisce anche la sede di San Gaetano di Montebelluna.
Il nuovo edificio accanto al Palazzetto O. Frassetto che ospita gli istituti Einaudi-Scarpa e Maffioli di Montebelluna è suddiviso in due parti di diversa altezza, rispettivamente di due e tre piani, presenta due ampi patii interni e ospita spazi per aule, laboratori, uffici amministrativi e servizi igienici.

### Istituzioni culturali

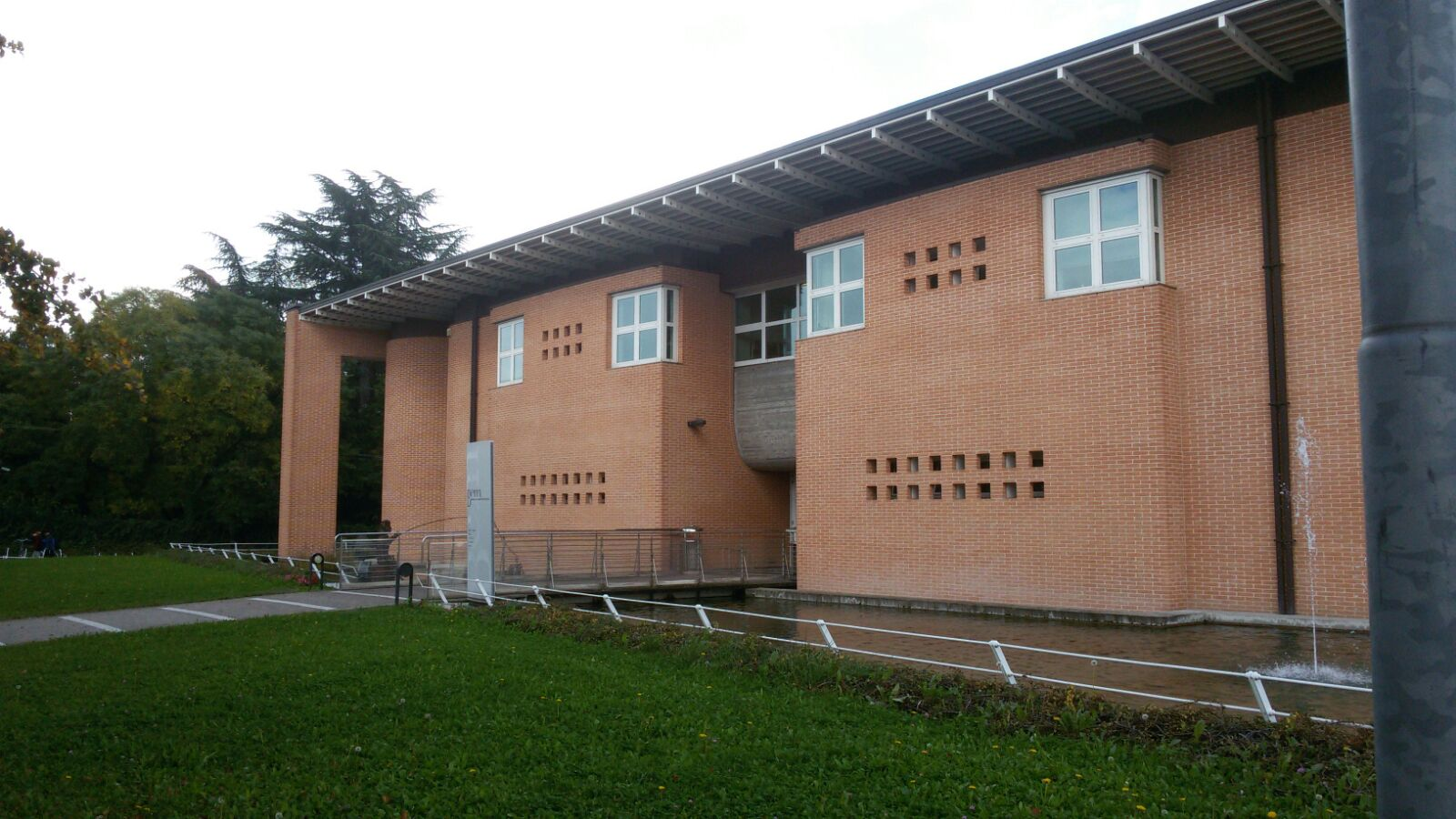
La Biblioteca Comunale

- Biblioteca Comunale di Montebelluna[22]
- Museo di Storia naturale e Archeologia[23], in Villa Biagi
- Museo dello scarpone e della calzatura sportiva, in Villa Zuccareda Binetti[24]

- Teatro "Roberto Binotto", in Villa Correr Pisani di Biadene
- MEVE - Memoriale Veneto della Grande Guerra[25], in Villa Correr Pisani

## Geografia antropica

### Frazioni
Nello statuto comunale di Montebelluna sono riconosciute undici frazioni: Biadene, Busta, Caonada, Contea, Guarda, la Pieve (che è la sede comunale), Mercato Vecchio, Pederiva, Posmon, San Gaetano, Sant'Andrea.
Vanno tuttavia fatte delle precisazioni.
Storicamente, la comunità di Montebelluna, che si identificava con la pieve di Santa Maria in Colle, era divisa in cinque colmelli, ovvero Posmon, Visnà, Pieve, Guarda e Pederiva (quest'ultima fu in seguito associata a Mercato Vecchio). Busta, Contea, Sant'Andrea e San Gaetano erano località minori dipendenti rispettivamente da Posmon, Visnà e Pieve, mentre Caonada e Biadene avevano una propria autonomia, facendo capo alle rispettive parrocchie.
Sino alla seconda metà del secolo scorso, il territorio comunale era ancora diviso nelle sette frazioni tradizionali (i cinque colmelli più Biadene e Caonada). L'espansione urbana del secondo dopoguerra ha portato alla formazione di una grande conurbazione e allo sviluppo di nuove frazioni che ha stravolto questa organizzazione. Visnà e Pieve sono praticamente scomparsi, tant'è che la stessa cartellonistica li identifica come un unico quartiere definito "Centro". Anche Posmon e Guarda risultano ormai delle semplici appendici di questo agglomerato, e nel frattempo hanno assunto una propria autonomia Busta, Contea, Sant'Andrea e San Gaetano, un tempo località minori. D'altra parte, anche Mercato Vecchio e Pederiva hanno visto uno sviluppo tale da doverle dividere.
Questa evoluzione si è riflessa anche nell'organizzazione ecclesiastica: alle tre parrocchie "storiche" se ne sono infatti aggiunte altrettante (Busta-Contea, Guarda e San Gaetano).

#### Biadene

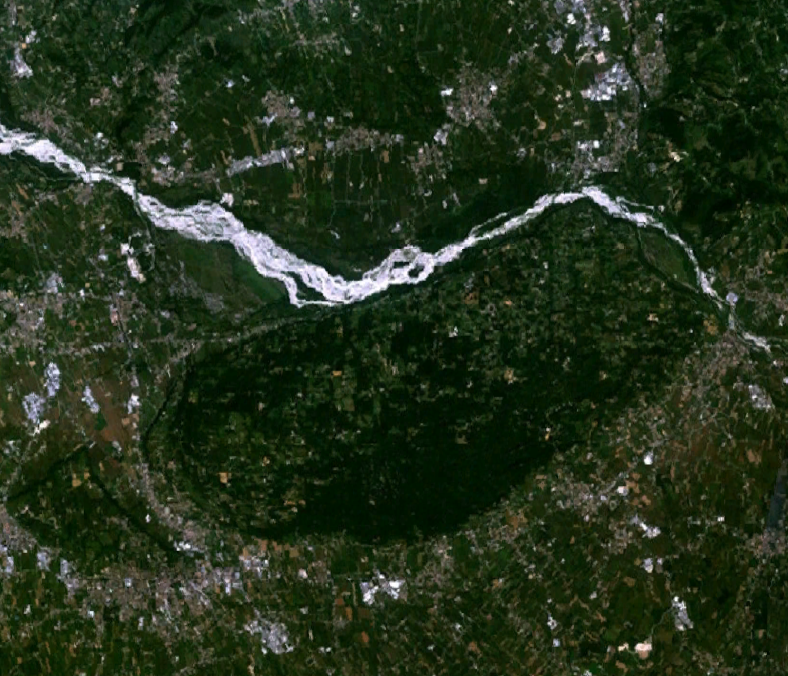
Il montello

Si trova ai piedi del versante sudoccidentale del Montello, sviluppandosi prevalentemente a est della strada Feltrina. L'unico corso d'acqua di rilievo è il canale del Bosco che lambisce le pendici del colle. La storia di Biadene risale all'epoca preromana, con due castellieri situati alle pendici del Montello. Con l'avvento del Cristianesimo, la chiesa di San Michele fu fondata sul sito del castelliere di Santa Lucia. Durante il Medioevo, Biadene divenne un centro importante, con una parrocchia stabile già nel XIV secolo. Alla fine del cinquecento, la Repubblica di Venezia requisì il bosco del Montello, costringendo gli abitanti a trasferirsi in pianura. Degne di nota sono sia la vecchia che la nuova chiesa parrocchiale; in particolare, la seconda, terminata nel 1719, ospita il primo affresco giovanile di Giambattista Tiepolo. La frazione ospita anche la villa Correr Pisani e il memoriale veneto della grande guerra.

#### Busta
La frazione è situata nella zona sud-occidentale del comune. Il nome "Busta" potrebbe derivare dal termine latino "combusta", che significa "terra bruciata", forse riferendosi a incendi avvenuti durante le invasioni barbariche. Presso la frazione sorge la chiesa della Madonna delle Grazie, inaugurata nel 1863.

#### Caonada
Si trova nella parte orientale del comune. L'origine del nome è controversa: alcune ipotesi suggeriscono che derivi da "caput nautae", che significa "capo del traghettatore", in riferimento a un antico punto di attracco sul fiume Piave. Un'altra teoria è che il nome derivi da "calle novata", ovvero "strada nuova", legata alla deviazione del Piave. All'interno della frazione troviamo la chiesa di San Giacomo Apostolo, edificata negli anni 30 del '900, la "Casa Cornuda", edificio storico risalente al XVIII secolo, situato dietro la chiesa parrocchiale e lo "stradone del bosco", un sentiero panoramico ai piedi del Montello.

#### Contea
Si trova collocata a sud. Il nome "Contea" potrebbe derivare da "contado", un termine che indica un territorio rurale. In passato potrebbe esserci stato un modesto insediamento di braccianti attorno a un palazzo della famiglia Contarini, una famiglia patrizia veneziana.
Importante è la chiesa parrocchiale di San Martino Vescovo che esisteva già prima del 1369. La chiesa, successivamente, divenne oratorio di villa Contarini e poi passò ai Revedin, che nel 1776 la intitolarono alla Madonna della Salute. I Van Axel donarono la chiesa alla locale popolazione, e l'edificio attuale è stato ampliato più volte. Da citare anche villa Contarini, appartenente all'omonima famiglia, contenente affreschi del Tiepolo e oggi aperta al pubblico.

#### Guarda
Il nome "Guarda" potrebbe derivare dalla radice longobarda "Warda", che significa "guardia" o "vedetta", indicando un luogo di osservazione. All'interno della frazione vi si trova la chiesa di San Vigilio, l'ex filatura Monti, noto stabilimento tessile, l'istituto Maria Ausiliatrice, fondato nel 1907 dalle suore figlie di Maria Ausiliatrice per assistere le operaie dei Cotonifici Trevigiani, l'istituto ha ospitato un orfanotrofio fino al 1970.

#### La pieve
ll nome "Pieve" deriva dal termine latino plebs, che significa "popolo", e si riferisce a una circoscrizione ecclesiastica. La presenza di una pieve a Montebelluna è documentata a partire dal XII secolo, e la chiesa principale della frazione è dedicata a san Giorgio martire. La chiesa di San Giorgio Martire è la chiesa principale della frazione, venne costruita nel XII secolo ed è un esempio di architettura romanica. È stata ampliata e ristrutturata nel corso dei secoli, conservando elementi storici di grande valore. Importante è anche la vasta area archeologica dove vi sono stati ritrovati reperti archeologici che testimoniano la presenza umana nella zona fin dai tempi antichi. Localizzato nella frazione vi è anche un parco della Rimembranza, un parco dedicato ai caduti delle guerre, con alberi piantati in memoria dei soldati della zona.

#### Mercato Vecchio
Si colloca a nella parte centro-orientale del comune di Montebelluna. La storia di questa frazione è strettamente legata al castello medievale di Montebelluna, noto come "Casteller", situato sulla sommità della collina. Il castello fu una concessione imperiale di Ottone III a Rambaldo II, vescovo di Treviso, e successivamente divenne un feudo vescovile. La frazione confina con il comune di Caerano di San Marco.

#### Pederiva
Si trova a nord del capoluogo comunale e si estende su un territorio prevalentemente pianeggiante, con altitudini che variano dai 69 metri sul livello del mare a sud di San Gaetano, ai 144 metri a nord della stessa frazione. 
Il nome "Pederiva" significa letteralmente "ai piedi delle rive", riferendosi ai fianchi delle colline. Storicamente, Pederiva faceva parte di una delle sette frazioni storiche di Montebelluna e occupava anche la zona di Mercato Vecchio. Nel corso del tempo, l'area è stata divisa nelle due frazioni attuali. Dal punto di vista religioso è presente presso Pederiva la recente chiesa parrocchiale che venne costruita tra il 1978 e il 1981. 

#### Posmon
È l'estremità occidentale dell'agglomerato di Montebelluna. Un tempo il suo territorio si estendeva anche sulla campagna a sud, comprendendo le località di Busta e Contea.
Il toponimo deriverebbe da pos bon "pozzo buon", vista la fitta presenza di pozzi artesiani tuttora sfruttati dall'agricoltura locale.
La civiltà è qui presente da tempo immemore, come provano i reperti oggi conservati nel Complesso di Santa Caterina, sede dei Musei civici di Treviso, (è stata rinvenuta una necropoli) e le fonti storiche (molti documenti antichi ricordano i resti di un accampamento romano). Durante la dominazione della Serenissima vi furono eretti diversi palazzi signorili (villa Cicogna, villa Loredan-Van Axel, villa Giustiniani, villa Falier).

#### San Gaetano
Geograficamente, si trova nella parte meridionale di Montebelluna ed è confinante a sud con Trevignano. In tempi antichi, San Gaetano era nota come "Basso Pieve" e faceva parte della Pieve di Santa Maria di Montebelluna. Il territorio era brullo e ghiaioso, povero a causa della mancanza di acqua, salvo quella proveniente dalle precipitazioni piovose. Per ovviare a ciò, la Repubblica di Venezia costruì nel 1456 il "Branteon", un canale che portava l'acqua del Piave da Pederobba alle campagne della Bassa Pieve. Presso la frazione vi è l'omonima chiesa parrocchiale, fatta costruire dalla famiglia Rigamonti, che nel 1683 fece erigere un piccolo oratorio dedicato a San Gaetano Thiene.

#### Sant'Andrea
A Sant'Andrea vi è l'omonima chiesa parrocchiale, edificata durante l'epoca longobarda e il parco comunale.

## Infrastrutture e trasporti

### Strade
Posta lungo la Strada statale 248 Schiavonesca-Marosticana, Montebelluna rappresenta altresì una tappa importante della cosiddetta via Feltrina, attuale strada provinciale 2. La città è servita dall’omonimo casello della Superstrada Pedemontana Veneta, aperto al traffico il 28 maggio 2021.
Fra il 1913 e il 1931 il centro cittadino e le suddette direttrici stradali videro la presenza dei binari delle tranvie Montebelluna-Asolo e Montebelluna-Valdobbiadene, gestite dalla Società Veneta, che rappresentarono al tempo un importante strumento di sviluppo per l'economia della zona.
Il 18 febbraio 2023, dopo il ritardo dovuto alla particolare congiuntura economica internazionale è stato aperto l’atteso sottopasso ferroviario di via Piave.

### Mobilità urbana
I servizi di autolinee urbani e extraurbani sono svolti a cura della società Mobilità di Marca. Il territorio comunale è servito da n.4 linee urbane. Montebelluna dispone di un'autostazione dalla quale si diramano le linee MOM dirette verso Treviso, gli altri comuni della marca trevigiana ed estese anche verso altre località al di fuori della Provincia di Treviso.

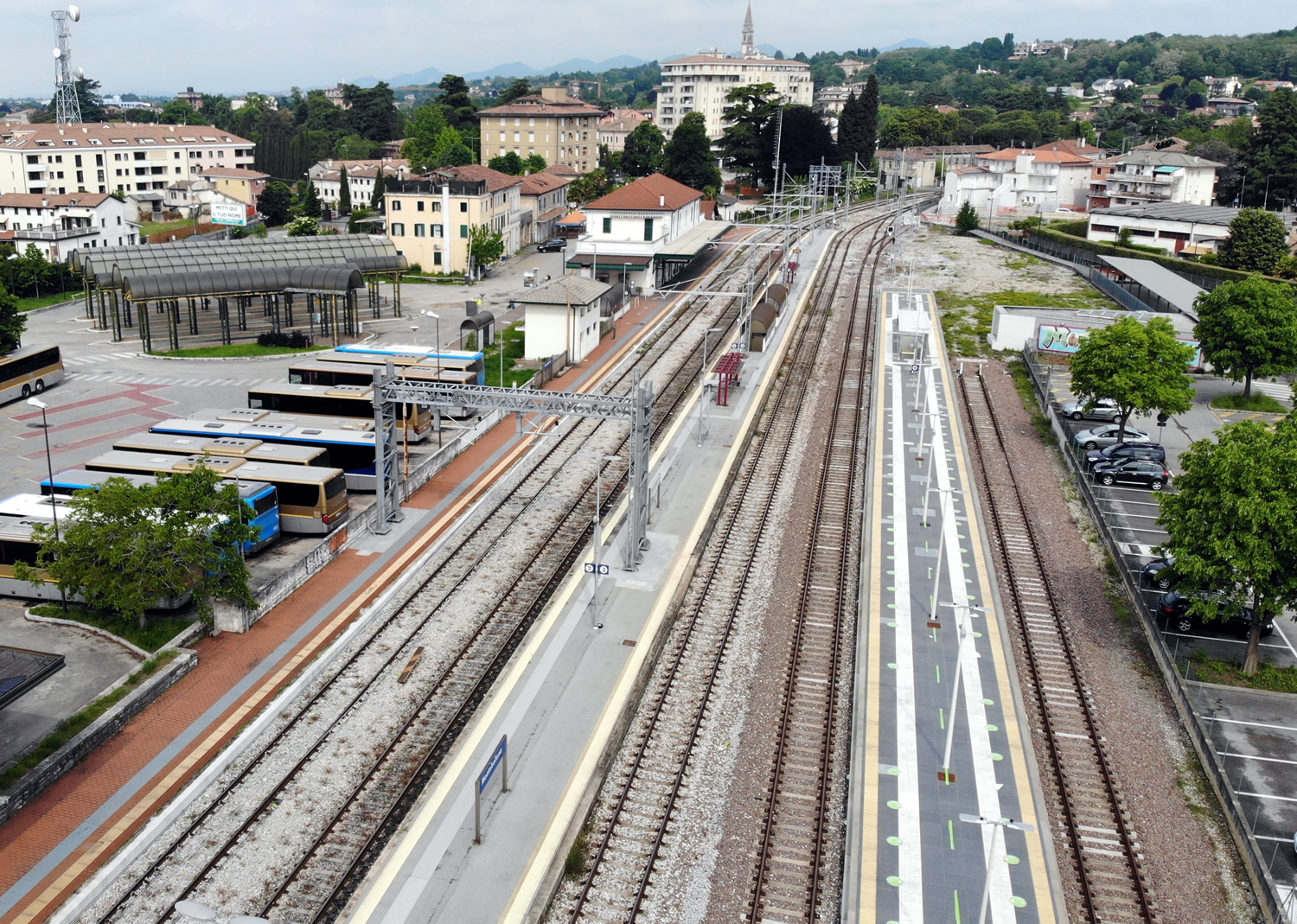
La nuova stazione, vista dall'alto

### Ferrovie
La stazione di Montebelluna, parzialmente elettrificata dal dicembre 2020 è servita da corse regionali svolte da Trenitalia nell'ambito del contratto di servizio stipulato con la Regione Veneto, un tempo comune alle tranvie, posta sulla linea Calalzo-Padova, ed è origine della linea per Treviso.
Fino al 1966 dalla medesima stazione si diramava inoltre la ferrovia Montebelluna-Susegana, costruita nel 1916 per finalità militari.
Con l'aggiornamento del contratto di programma Rfi-Mit del 24 luglio 2019 sono stati stanziati i fondi mancanti per l'elettrificazione dell'intera linea fino a Belluno, andando così a completare l'ultimo tassello dell'anello basso bellunese.
Una prima interruzione continuativa c'è stata per il tratto di linea ferroviaria Montebelluna-Feltre, per consentire un'altra fase di lavori di elettrificazione della tratta fino a Belluno terminata l’11 giugno 2022. A partire dal 26 febbraio chiusa nuovamente la tratta Montebelluna – Feltre, ancora interessata da lavori di elettrificazione fino al 09 settembre 2023.. La terza interruzione è iniziata il 25 febbraio per lavori di elettrificazione e manutenzione fino al 7 settembre 2024.

## Amministrazione

### Sindaci dal 1808 al 1946
| Periodo | Periodo | Primo cittadino            | Partito | Carica                    | Note                  |
| ------- | ------- | -------------------------- | ------- | ------------------------- | --------------------- |
| 1808    | 1810    | Marco Galanti              |         | Podestà                   | Regno Italico         |
| 1810    | 1815    | Giovanbattista Contarini   |         | Podestà                   | Regno Italico         |
| 1815    | 1815    | Giovanni Maria Princivalli |         | Podestà                   | dominazione austriaca |
| 1816    | 1823    | Giovanni Maria Princivalli |         | Podestà                   |                       |
| 1824    | 1834    | Andrea Gregorin            |         | Sindaco                   |                       |
| 1834    | 1848    | Stefano Pulin              |         | Sindaco                   |                       |
| 1848    | 1853    | Bortolo Pulin              |         | Sindaco                   |                       |
| 1853    | 1857    | Giovanni Ferrari           |         | Sindaco                   |                       |
| 1867    | 1869    | Clarimbaldo Cornuda        |         | Sindaco                   |                       |
| 1870    | 1872    | Domenico Zuccareda         |         | Sindaco                   |                       |
| 1873    | 1885    | Clarimbaldo Cornuda        |         | Sindaco                   |                       |
| 1886    | 1890    | Pietro Bertolini           |         | Sindaco                   |                       |
| 1891    | 1891    | Gio Batta Dall'Armi        |         | Sindaco                   |                       |
| 1892    | 1898    | Giovanni Peratoner         |         | Sindaco                   |                       |
| 1899    | 1907    | Antonio Lodovico Manin     |         | Sindaco                   |                       |
| 1917    | 1918    | Guido Dall'Armi            |         | Sindaco                   |                       |
| 1918    | 1918    | Vincenzo Merricone         |         | Commissario prefettizio   |                       |
| 1918    | 1919    | Vincenzo Messina           |         | Commissario prefettizio   |                       |
| 1919    | 1920    | Guido Dall'Armi            |         | Commissario prefettizio   |                       |
| 1920    | 1922    | Pietro Desirò              |         | Commissario straordinario |                       |
| 1922    | 1923    | Giuseppe Dall'Armi         |         | Sindaco                   |                       |
| 1923    | 1923    | Luigi Menichella           |         | Commissario prefettizio   |                       |
| 1923    | 1926    | Baldassare Baldassari      |         | Commissario prefettizio   |                       |
| 1926    | 1926    | Antonio Baccega            |         | Sindaco                   |                       |
| 1926    | 1927    | Walter Guerrino Squarzoni  |         | Commissario prefettizio   |                       |
| 1927    | 1932    | Alberto Polin              |         | Commissario prefettizio   |                       |
| 1932    | 1937    | Alberto Polin              |         | Podestà                   |                       |
| 1937    | 1937    | Carlo Cenacchi             |         | Podestà                   |                       |
| 1937    | 1937    | Gilberto Mazzanti          |         | Commissario prefettizio   |                       |
| 1937    | 1938    | Mario Pellizzari           |         | Commissario prefettizio   |                       |
| 1938    | 1939    | Mario Pellizzari           |         | Podestà                   |                       |
| 1939    | 1940    | Gino Mattei                |         | Commissario prefettizio   |                       |
| 1940    | 1941    | Giulio Tessari             |         | Commissario prefettizio   |                       |
| 1941    | 1941    | Isaia Ziliotto             |         | Commissario prefettizio   |                       |
| 1941    | 1942    | Domenico Legrenzi          |         | Commissario prefettizio   |                       |
| 1942    | 1944    | Gino Mattei                |         | Commissario prefettizio   |                       |
| 1944    | 1944    | Gino Saccol                |         | Commissario prefettizio   |                       |
| 1944    | 1945    | Demetrio Bassi             |         | Commissario prefettizio   |                       |
| 1945    | 1946    | Giuseppe Vergani           |         | Commissario prefettizio   |                       |
| 1946    | 1946    | Lino Sanson Bortolo        |         | Sindaco                   |                       |

### Sindaci dal 1946
| Nominativo                                           | Nominativo                                        | Partito / Coalizione                              | Periodo                                           | Elezione                                          |
| Sindaci eletti dal Consiglio comunale (1946-1993)    | Sindaci eletti dal Consiglio comunale (1946-1993) | Sindaci eletti dal Consiglio comunale (1946-1993) | Sindaci eletti dal Consiglio comunale (1946-1993) | Sindaci eletti dal Consiglio comunale (1946-1993) |
| ---------------------------------------------------- | ------------------------------------------------- | ------------------------------------------------- | ------------------------------------------------- | ------------------------------------------------- |
|                                                      | Francesco Rossi                                   | Democrazia Cristiana                              | 1946-1951                                         | 1946                                              |
|                                                      | Aristide Sartor                                   | Democrazia Cristiana                              | 1951-1956                                         | 1951                                              |
|                                                      | Pietro Fasan                                      | Democrazia Cristiana                              | 1956-1960                                         | 1956                                              |
|                                                      | Giovanni Bressan                                  | Democrazia Cristiana                              | 1960-1967                                         | 1960                                              |
| 1964                                                 | Giovanni Bressan                                  | Democrazia Cristiana                              | 1960-1967                                         |                                                   |
|                                                      | Pietro Fasan                                      | Democrazia Cristiana                              | 1967-1973                                         | (1964)                                            |
| 1970                                                 | Pietro Fasan                                      | Democrazia Cristiana                              | 1967-1973                                         |                                                   |
|                                                      | Ernesto Danieli                                   | Democrazia Cristiana                              | 1973-1975                                         | (1970)                                            |
|                                                      | Giovanni Bressan                                  | Democrazia Cristiana                              | 1975-1976                                         | 1975                                              |
|                                                      | Francesco Adami                                   | Democrazia Cristiana                              | 1976-1985                                         | (1975)                                            |
| 1980                                                 | Francesco Adami                                   | Democrazia Cristiana                              | 1976-1985                                         |                                                   |
|                                                      | Dino De Longhi                                    | Democrazia Cristiana                              | 1985-1992                                         | 1985                                              |
| 1990                                                 | Dino De Longhi                                    | Democrazia Cristiana                              | 1985-1992                                         |                                                   |
|                                                      | Leopoldo Bressan                                  | Democrazia Cristiana                              | 1992-1993                                         | (1990)                                            |
|                                                      | Secondo Campanelli                                | Democrazia Cristiana                              | 1993                                              | (1990)                                            |
|                                                      | Vittorio Labrocca (Commiss. prefettizio)          | -                                                 | 1993                                              | -                                                 |
| Sindaci eletti direttamente dai cittadini (dal 1993) |                                                   |                                                   |                                                   |                                                   |
|                                                      | Silverio Zaffaina                                 | Lega Nord - LV                                    | 1993-2002                                         | 1993                                              |
| 1997                                                 | Silverio Zaffaina                                 | Lega Nord - LV                                    | 1993-2002                                         |                                                   |
|                                                      | Laura Puppato                                     | Centro-sinistra                                   | 2002-2010                                         | 2002                                              |
| 2007                                                 | Laura Puppato                                     | Centro-sinistra                                   | 2002-2010                                         |                                                   |
|                                                      | Franco Andolfato (Vicesindaco f.f.)               | Centro-sinistra                                   | 2010-2011                                         | (2007)                                            |
|                                                      | Marzio Favero                                     | Lega Nord - LV                                    | 2011-2020                                         | 2011                                              |
| Centro-destra (LN / LV)                              | Marzio Favero                                     | 2016                                              | 2011-2020                                         |                                                   |
|                                                      | Elzo Severin (Vicesindaco f.f.)                   | Centro-destra (LN / LV)                           | 2020-2021                                         | (2016)                                            |
|                                                      | Adalberto Bordin                                  | Centro-destra                                     | 2021-in carica                                    | 2021                                              |

### Gemellaggi

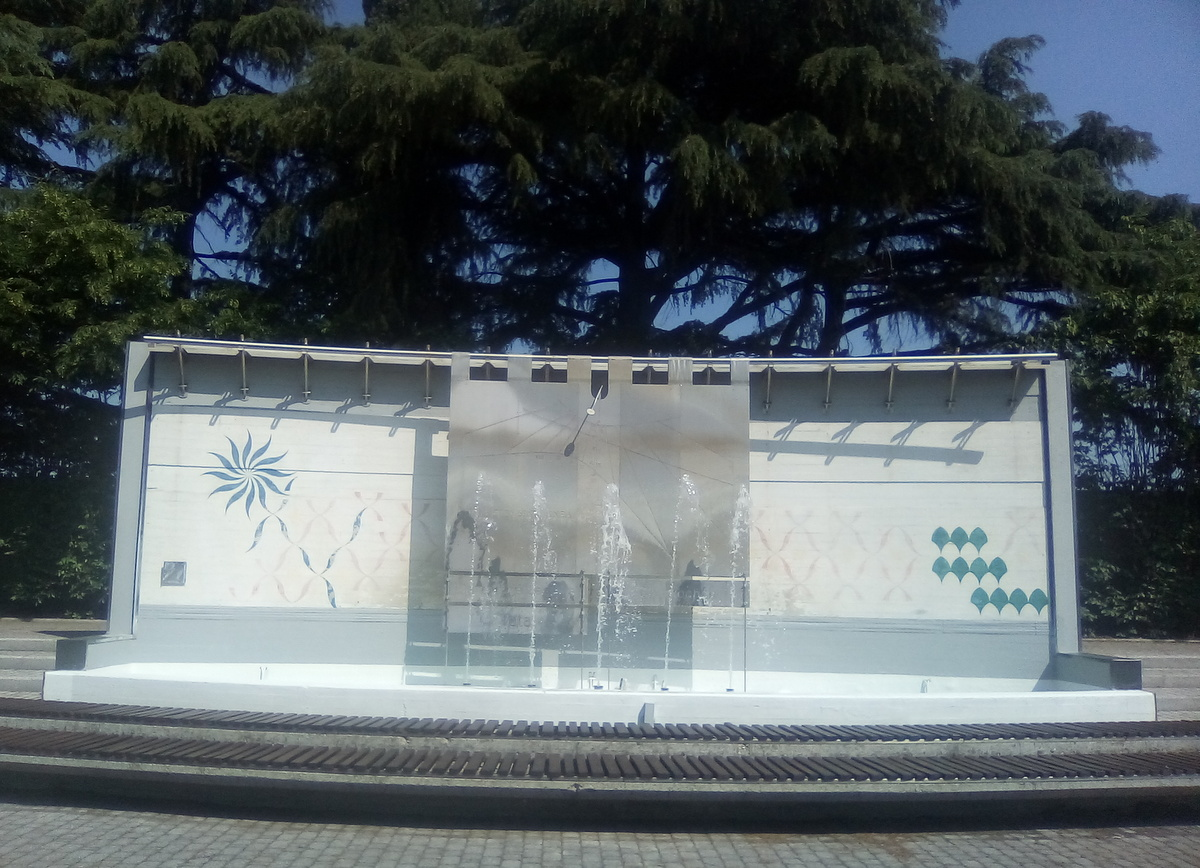
fontana Piazza Dammarie-les-Lys

Montebelluna è gemellata con:
- Dammarie-les-Lys, dal 1987
- Oberkochen, dal 1992
- Tata, dal 2000
- Contea di Laois, dal 2010

### Altre informazioni amministrative
Per un periodo al comune di Montebelluna fu assegnato il territorio di Caerano di San Marco, soppresso nel 1928 e ricostituito nel 1946 (Censimento 1936: pop. res. 3348).

## Sport
- Montebelluna 1919 Calcio S.r.l. principale squadra di calcio della città che milita nel girone C di Serie D.
- Montebelluna Basket ASD società cestistica che milita nel campionato di Serie C Nazionale
- Rugby Montebelluna 1977 società rugbistica che milita nel campionato di Serie C
- Montebelluna Volley ASD (nata nel 1969), società pallavolistica attiva sia nel settore maschile che femminile. Con entrambe le prime squadre milita nei campionati di 1ª divisione interprovinciale.
- San Gaetano Calcio società calcistica che milita nel campionato regionale di Prima Categoria
- A Montebelluna è nato e cresciuto il campione di calcio Aldo Serena